# Colotrechnus ignotus
Colotrechnus ignotus är en stekelart som beskrevs av Burks 1958. Colotrechnus ignotus ingår i släktet Colotrechnus och familjen puppglanssteklar. Inga underarter finns listade i Catalogue of Life.